# Люцій Александрійський
Лукій Александрійський — аріанин, який двічі був поставлений Патріархом Александрійським, вперше в 363 році, за правління Афанасія, і вдруге між 373 і 380 роками, конкуруючи з Петром II Александрійським. 